# Torbjörn Skogquist
Carl Torbjörn Skogquist, född 17 februari 1956, är en svensk konstnär och illustratör. 
Skogquist är utbildad vid Konstskolan Idun Lovén och Gerlesborgsskolans konstskola i Stockholm och har haft separatutställningarna på Galleri Bergman i Stockholm och i Karlstad, Konstfrämjandet i Stockholm, De Unga i Stockholm och Galleri 25 i Göteborg. Han har medverkat på Nordisk teckningstriennal och varit hedersutställare vid Karlskoga konsthall 2005. Han har ställt ut på Liljevalchs vårsalong 1984, 1999 och 2000. I samband med utställningen på Konstfrämjandet 2003 hölls tre sammankomster om hans konst på temat "Kärlek och smärta". Han har illustrerat för bland annat Dagens Nyheter, Pedagogiska Magasinet och tidningen Skolvärlden. Torbjörn Skogquist arbetar även med innovationer, till exempel "Method and device for computerized handwriting", USA 2001, "Glasservett" Stockholm 2009.
Han är verksam i Stockholm.